# Carmo (Río de Janeiro)
Carmo es un municipio brasileño del estado del Río de Janeiro. Se localiza a una latitud 21º56'01" sur y a una longitud 42º36'31" oeste, estando a una altitud de 347 metros. Su población estimada en 2008 era de 17.784 habitantes.

## Geografía
Carmo posee un área de 320 km². Su población actual es estimada en más de 16 mil habitantes, de los cuales 72,3% viven en el área urbana, siendo que, de acuerdo con informaciones de la Prefectura, el municipio tenía 15.689 personas en 2004, mostrado una tasa de crecimiento del 0,58% al año.
Parte del municipio está situado en la subcuenca del río Paquequer, uno de los últimos afluentes del río Paraíba do Sul que presenta una gran polución acuática.

## Turismo y medio ambiente
Una de sus principales atracciones es la Iglesia Principal de Nuestra Señora del Carmo, construida en 1876 y que fue preservada como patrimonio histórico nacional por el Instituto del Patrimonio Histórico y Artístico Nacional - IPHAN en 1964. 